# Willem Albert Wagenaar

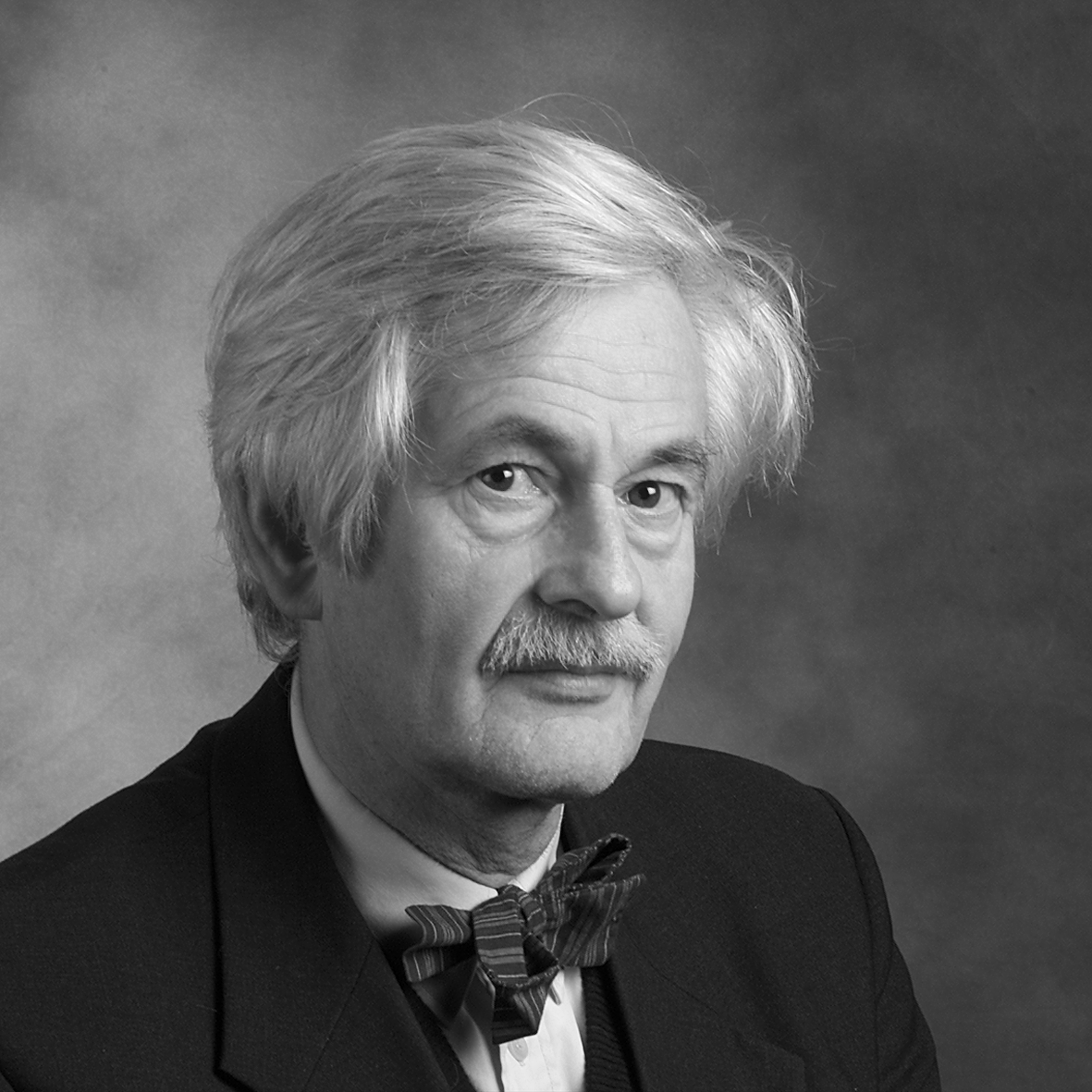
Willem Albert Wagenaar

Willem Albert Wagenaar (* 30. Juni 1941 in Utrecht; † 27. April 2011 in Zeist) war ein niederländischer Rechtspsychologe.

## Leben
Willem Albert war der Sohn des Arztes Johan Willem Wagenaar (* 3. Juli 1911 in Utrecht; † 5. August 2003 in Doorn) und dessen Frau Johanna Elisabeth Hijmans van den Berg (* 9. Januar 1912 in Groningen; † 14. Februar 1991 in Amersfoort). 1953 besuchte er das städtische Gymnasium in Utrecht, begann 1960 ein medizinisches Studium an der Universität Utrecht und wurde 1963 Assistent von Johannes Linschoten (1925–1964). Am 1. April 1965 wurde er Mitarbeiter am Institut für Sinnesphysiologie (Zintuigfysiologie) TNO in Soesterberg und promovierte 1972 an der Universität Leiden unter Johan Petrus van de Geer (1926–2008) mit der Arbeit Sequential response bias. 1973 erhielt er zudem durch das Fulbright-Programm eine Gastprofessur an der Pennsylvania State University und wurde 1974 Leiter der Abteilung Psychologie am Institut für Sinnesphysiologie in Soestberg.
Während jener Zeit machte er sich vor allem literarisch bekannt. 1982 erhielt er eine außerordentliche Professor der experimentellen Psychologie an der Universität Leiden und wurde daselbst 1985 ordentlicher Professor für Rechtspsychologie. Als solcher erstellte er forensische Psychologieanalysen. So zum Beispiel beim Kriegsverbrecherprozess von John Demjanjuk und auch später im niederländischen Inzestfall der Jolanda van Baak von Epe. Für die Bildungseinrichtung beteiligte er sich auch an den organisatorischen Aufgaben der Hochschule. So war er von 1987 bis 1989 Dekan der sozialen Fakultät und von 1997 bis 2001 Rektor der Alma Mater. Als solcher ernannte er unter anderem Nelson Mandela und den japanischen Kaiser Akihito zu Ehrendoktoren der Leidener Hochschule.
2003 wurde Wagenaar Dekan des Utrechter Universitätscollege und erhielt 2004 eine besondere Professur Leiden der Rechtspsychologie an der Universität Utrecht, bis er 2006 emeritiert wurde. Danach arbeitete er noch für das niederländische Institut für zukunftsorientierte Studien in den Human und Sozialwissenschaften (NIAS) in Wassenaar. 1989 wurde Wagenaar ordentliches Mitglied der Academia Europaea und 1991 Mitglied der königlich niederländischen Akademie der Wissenschaften. 2001 wurde er Ritter des Ordens vom niederländischen Löwen und erhielt den japanischen Orden des Heiligen Schatzes als Großoffizier. Seine letzten Lebensjahre verbrachte Wagenaar in Zeist, wo er an den Folgen einer Erkrankung verstarb.
Wagenaar verheiratete sich 1964 mit der Augenarzttochter Margreet M. Fischer. Von den Kindern kennt man Pieter Wagenaar, Joost Wagenaar, Elisabeth Wagenaar und Barbara Wagenaar.

## Werke (Auswahl)
- Sequential response bias : a study on choice and chance. Leiden 1972
- De beste stuurlui dempen de put : hoe mensen beslissen toegelicht aan de hand van Nederlandse spreekwoorden. Baam 1977
- Proeven op de som : psychonomie in het dagelijks leven. Deventer 1978
- Menselijk falen. Leiden 1983
- Oorzaken en achtergronden van foutieve geweldsaanwendingen door de politie. Leiden 1986
- Beslissen en risico-acceptatie aan boord van schepen : riskant gedrag op zee? Leiden 1987
- Verkeersveiligheid. Leiden 1987
- Paradoxes of gambling behaviour. Hove, 1988
- Identifying Ivan : a case study in legal psychology. New York 1988
- Het herkennen van Iwan : de identificatie van de dader door ooggetuigen van een misdrijf. Amsterdam 1989
- Dubieuze zaken : de psychologie van strafrechtelijk bewijs. Amsterdam 1992, 1994, 2005
- De diagnostische waarde van bewijsmiddelen. Amsterdam 1995
- Het afsluiten van de brug in relatie tot de verkeersveiligheid: Is zicht op het naderend wegverkeer noodzakelijk? Leiden 1995
- Het houden van een presentatie. Rotterdam 1996
- Meerwaarde van direct zicht in huidige verkeersbegeleidingssystemen. Leiden 1996
- The African Studies Centre and the studies of Africa. Leiden 1998
- Aan beide zijden van de bijl. Haarlem 1998
- In dienst van de toekomst. Leiden 2000
- Een selectie van Leidse toetsen. Leiden 2000
- The popular policeman and other cases : psychological perspectives on legal evidence. Amsterdam 2005 (mit H. F. M. Crombag)
- Vincent plast op de grond : nachtmerries in het Nederlands recht. Amsterdam 2006
- Broddelwerk : over geklungel in het strafrechtelijk onderzoek. Amsterdam 2010